# Jeorjos Rumbanis
Jeorjos Rumbanis (gr.: Γεώργιος Ρουμπάνης, Geó̱rgios Roumpáni̱s; ur. 15 sierpnia 1929 w Tripoli, zm. 11 lutego 2025) – grecki lekkoatleta, tyczkarz.
Zdobył brązowy medal olimpijski na Igrzyskach w Melbourne w 1956. Jako pierwszy zawodnik używał tyczek z włókna szklanego. Przez pewien czas należał do niego rekord Europy. Wielokrotny rekordzista Grecji. Zakończył karierę sportową w 1961.

## Rekordy życiowe
- skok o tyczce – 4,60 (1958)